# Hieracium leptodomum
Hieracium leptodomum es una especie de planta con flor del género Hieracium, de la familia Asteraceae, orden Asterales.

## Distribución
Hieracium leptodomum se distribuye por Noruega.

## Taxonomía
Fue descrita científicamente por Omang.
Tratamiento taxonómico
La especie aparece registrada en una sección de la publicación Skr. Vidensk.-Selsk. Christiana, Math.-Naturvidensk. Kl.